# Miss Italia 1947
Miss Italia 1947 si svolse a Stresa come l'edizione precedente, in un'unica serata il 28 settembre 1947 a cui parteciparono 28 ragazze. Vinse la milanese Lucia Bosè, 16 anni, commessa in una pasticceria. Poco dopo entrò nel mondo del cinema divenendo una delle attrici più richieste dai maggiori registi dell'epoca. L'organizzazione fu diretta da Dino Villani.
Edizione particolarmente "fortunata", quella del '47, che contò fra le finaliste diverse future stelle del cinema: Gianna Maria Canale, Luigia "Gina" Lollobrigida, Eleonora Rossi Drago, poi eliminata perché separata con una figlia, e Silvana Mangano.

## Risultati
| Risultato finale | Concorrente                    |
| ---------------- | ------------------------------ |
| Miss Italia 1947 | - – Lucia Bosè                 |
| 2ª classificata  | - – Gianna Maria Canale        |
| 3ª classificata  | - – Luigia "Gina" Lollobrigida |
| 4ª classificata  | - – Eleonora Rossi Drago       |
| Miss Sorriso     | - – Bianca Maria Reina         |